# 桃井はるこ
桃井 はるこ（ももい はるこ、1977年12月14日 - ）は、日本の歌手、シンガーソングライター、音楽家、作詞家、作曲家、随筆家、声優、ラジオパーソナリティ。東京都出身。
声優としての代表作は、『ナースウィッチ小麦ちゃんマジカルて』の中原小麦、『瀬戸の花嫁』の瀬戸燦、『STEINS;GATE』のフェイリス・ニャンニャンなど。
小学生の頃から秋葉原に通い続けるなど秋葉原への深い愛着を公言し、1990年代後半からアキバで表現者としての活動を行なってきたことから「元祖アキバ系女王」の異名を持つ。愛称は「モモーイ」など。別名義として「もあい はるこ」「momo-i」がある。

## 経歴
東京都立代々木高等学校卒業、東海大学文学部広報メディア学科中退。

### 学生時代
国立の小・中学校に通っていたが勉強重視の校風に馴染めず、敢えてそれとは正反対で自由な校風の定時制高校に進学した。
幼い頃から独自にアイドルの楽曲の作詞分析を行うなどアイドル好きではあったが、1994年、水野あおいのイベントに初めて訪れ衝撃を受けて、ライブアイドルに関心を持ち、積極的にイベントやライブに足を運ぶようになり、同じアイドル愛好家たちと知り合いになる。また、小学生の頃から秋葉原に通っており、親にFM TOWNSを買ってもらっていた他、高校在学中の1995年夏に、秋葉原の神林ビルにあった「くず屋うさぎ堂」というジャンク屋で、時給が高いという理由でアルバイトを始めた。1995年当時の秋葉原はアニメショップもメイド喫茶もない純然たる電気街で、女性が全く居らず、女子高生が秋葉原の専門店で働くこと自体が異例中の異例であった。中学時代から投稿していた深夜ラジオの催しで知り合った仲間の勧めで、高校在学中にパソコン通信を始め、インターネットが普及し始めた頃には既に自分のウェブサイトを開設しており、「桃井はるこの秘密日記」等を掲載していた。そのサイトが編集者の目に留まり、雑誌『GREAT SATURN Z』で連載をはじめる。
1996年9月15日、パソコン通信での繋がりを元に、新宿ロフトプラスワンにおいて、ゲームやアニメやアイドルなどを語り合うトークライブ「はるこの秘密」を開催し、「オタクの女子高生」として話題を呼ぶ。

### アイドル活動開始
1996年、プレアイドル（いわゆるライブアイドルであるが、桃井自身と友人らは当時の呼び名に合わせてプレアイドルと呼ぶ）として活動を始める。翌1997年、桃井はるこがプロデュースするバーチャルアイドル"もあいはるこ"として、藤崎詩織のコスプレにパワーグローブという出で立ちで原宿や秋葉原での路上ライヴ活動をいち早く始め、注目されるようになった。
ロフトプラスワンでのトークライブを見た関係者から声がかかり、1998年から文化放送の深夜ラジオ番組『小野坂・桃井のバーチャラジオ電脳戦隊モモンガー』に出演。以後、ラジオパーソナリティとして多くの番組に関わるようになる。
1999年には地上波TV番組の『D's Garage 21』（テレビ朝日系列/水曜25時）にレギュラー出演。「萌え」などオタク用語を電波媒体で多用し流行らせる。

### 音楽活動開始
大学を中退して、2000年5月にメジャーデビューシングル『Mail Me』を発表し、本格的に音楽活動を始めた。
ラジオを聞いた渡辺明夫から声優オーディションに誘われる。2001年4月、テレビアニメ『The Soul Taker 〜魂狩〜』の中原小麦役で、本格的に声優としてデビュー。同年、ソロユニットPoly-phonicの活動を開始。

#### UNDER17
2002年から「美少女ゲームソングに愛を!」「萌えソングをきわめるゾ!」を旗印として『Mail Me』の編曲者であり、Poly-phonicでもギターで参加していた小池雅也と『UNDER17』を結成。コミックマーケットでのイベント・ライブ活動や、数多くの美少女ゲームへの歌謡曲提供で知名度を上げ、複数の地上波TVアニメ主題歌の座を獲得、楽曲の質とは関係なく低く見られがちであった美少女ゲームに用いられる曲の認知を向上させ、萌えソングの分野成立にも大きく寄与する。東京・名古屋・大阪単独公演を行えるほどの人気を博したが2004年に解散した。

### 単独活動時代
UNDER17解散後は、単独での音楽活動を再開する。2005年には、最初のライヴツアー『ワンダーモモーイライブツアー』を大阪・名古屋・博多・渋谷で行い、2006年には、初のベストアルバム『momo-i quality』を発表、同年には念願の北海道の札幌市を加えての全国縦断ライブツアーも行った。
2007年、その半生をつづった自伝的青春劇『はるこ☆UP DATE』や、初めての著書『アキハバLOVE〜秋葉原と一緒に大人になった〜』を発表。日本最大級のアニメソングの催しである「Animelo Summer Live」へは、2007年から2010年まで連続出演した。
同時期声優として、『瀬戸の花嫁』の瀬戸燦役、またSteins;Gateのフェイリス・ニャンニャン役を演じている。

#### アキバから世界へ
2005年より、「アキバから世界へ!」を合言葉に活動の舞台を世界に広げ、台湾を皮切りに、USA「アニメ・エキスポ」やドイツ「CONNICHI」、カナダ・中国・ハワイ・メキシコ・コスタリカ・オースラリア・イギリス等、世界各国に連年招聘されライヴを行なっている。桃井自らがプロデュースしたxRukixやAlly&Sallyなど、桃井に影響を受けてアキバ系アイドルの活動を始めた者も多い。
2012年11月より、メールマガジン『しえすた』を始め、活動の最初期から継続している日記、また対談などを自身の媒体で展開している。2013年2月2日から『モモーイ党せーけん放送』と銘打ったトークライブをWALLOPで毎月開催している。

### 音楽プロデューサー
音楽プロデューサーとしても、他の声優・アーティストへ楽曲を多数提供しており、編曲まで手掛けることも多い。
2001年、Ace Fileの吉川茉絵・久志麻理奈が組んだくしよしの全楽曲を提供。
2005年、Perfumeは、桃井の作詞・作曲・プロデュースで「アキハバラブ」を発表し、桃井とともに「愛・地球博」のメインステージで打ち水を呼び掛けると共にステージパフォーマンスを行った。また、同年11月20日の渋谷O-EastにおけるWonder momo-i Live tour最終公演にも出演している。
2008年、志倉千代丸とアフィリア・サーガをプロデュース。
2009年2月、本人がレーベルプロデューサーを務めるレコードレーベル「AKIHABALOVE RECORDS」を設立、同時に参加型プロデュースユニット「Summer of Love」を発表し、奥井雅美やxRukixをプロデュース。
同年4月、異色のコスプレファイター長島☆自演乙☆雄一郎の入場曲を作成したことが縁で、以後二人でトークライブなどを行なっている。

## 人物
小学生時代から秋葉原に通い詰め、それが嵩じてインターネット文化やいわゆる「アキバ系」のサブカルチャーを背景に著名になった人物である。20世紀末には"オタク"は否定的印象を持たれていたが、その中で積極的に自身が秋葉原に拘りのあるオタクであると公言してアニメ・ゲーム・アイドルなどを肯定し、むしろそれを前面に押し出して活動することで、その印象を覆してきた。高校生時代は秋葉原のとらのあなでアルバイトをしている。、プレアイドルとしての活動も秋葉原を拠点とするなどその関わりは深い。
執筆・ラジオ番組では幅広くかつ世間の流行に流されない話題を好む。好物はカレーうどん。趣味はTシャツ収集（特にMARS16を好んでいる）であったが、長じて染め物を始め、自分で染めたTシャツや帽子、オーバーオールを着用するようになっている。
名前の由来
桃井「はるこ」という芸名は、映画『2001年宇宙の旅』に登場するコンピューター「HAL 9000」が由来で、ローマ字表記も「Halko」を用いていた。しかし世界各国での活動が盛んになり、スペイン語などでの発音が困難であることを受けて「Haruko」を用いている。本名も「晴子」である。愛称「モモーイ」の由来は、YunaSoftの棚井慎一（たない☆みか）の愛称「タナーイ」から。
科学・未来・宇宙
幼いころから宇宙を舞台とする未来的技術や宇宙人などサイエンスフィクションの世界に関心を示していた。小学一年の文集では「うちゅうひこうしになりたい」「うちゅうじんに日本ごをおしえてペットにする」のが夢だと記している。大人になっても宇宙への興味を失っておらず、日本SF大会でコンサートを開いた時は、『LOVE.EXE』『恋の冥王星』『スペースラブ』『しゅーてぃんすたー☆』『21世紀』など宇宙や未来を題材にした作品を披露した。
病気
幼少期は小児ぜんそくの持病に苦しめられていたが、小学四年生の時に父に与えられたカラオケセットで歌う内に次第に鍛えられ、自然と克服していた。他にも食物アレルギーのために、青春時代は鬱屈とした思いを抱いたが、逆にそれがアニメーションなどの素晴らしさに気づくきっかけとなっている。
渡辺浩弐
ロフトプラスワンで催しを行う以前から桃井を引き立てたのは渡辺浩弐で、当時桃井が用いていたバーチャリアンコは渡辺の自称"ヴァーチャリアン"に"コ"を足して渡辺が名付けたもの。当時TV番組の音声効果などの仕事をしていた小池雅也を引き合わせたのも渡辺で、UNDER17解散まで小池との協力で音楽活動を行った。
プレアイドル
『桃井はるこの秘密』後、アイドル愛好家として培ってきた「アイドル論を自分で体現して表現する」ためにライブなどに参加してプレアイドル活動を行なっていたが、自身が目指す表現者としての活動と、本職のアイドルとの間には壁があることを悟り、中途半端な覚悟で同じ舞台に立つことは礼を失すると考え、1997年3月30日を以って休止した。
しかし、このすぐ後に得た閃きから、桃井のクローン人間と名乗るバーチャル・モバイドル"もあいはるこ"として秋葉原などで路上ライブ活動を始めることになる。
もあいはるこの活動は秋葉原の路上における場所を定めない即興のライブなどであったが、1997年当時は路上でコスプレを行う人物を撮影することは未だ一般的ではなく、怖がって避けられることが多かった。しかし、ネットで呼びかけた仲間の協力で成功させている。
インターネット上での交流活動
インターネットが普及する前のパソコン通信、特に草の根BBSに参加しており、ネットワーク参加歴は長い。
インターネット普及期には「わたしはずっと、自分の居場所が欲しかった。中学校のころ、学校になじめなくて、落ちこぼれで、深夜ラジオへの投稿が生きがいだった。高校生のころ、ネットと出会い、アイドルマニア仲間の同士と出会い、「自由」を手に入れた。そしてわかった。いままでの状況のほうが異常だったんだと。学校と家の往復だけ、同世代だけの限られた友人。「だけ」の毎日。ネットでは年齢・地域・仕事・様々な事情をとびこえて人と人、考えと考えがつながる。」「ネットはわたしにとって翼か、剣だ。年齢も力もお金も住所も関係なく、自分をのびのび出せる場所。」と、ネットワーク上での活動を強く肯定し、政策としての推進まで呼びかけていた。
一般にインターネットが広く普及してからは、匿名掲示板に書かれた根拠もない噂が広がっていく様を懸念し、想定していた個性の発露と尊重より程度の低い付和雷同が幅を利かせる状況を嘆き、重要なのはインターネットそのものではなく、それを通して人と通じ合い、信じ合えることだと語るようになっている。
インターネットスラング
ネットワーク上の交流の場で使われる特徴的な表現や俗語を好んで用いている。掲示板『あやしいわーるど』の支流である『あやしいわーるど@クリスマス島』の参加者であったことから、「(´ー｀)」「(;´Д`)」など顔文字・俗語を好んで使う。他にもスレッドフロート型掲示板で頻用される顔文字、俗語などを著述・発言両面において多用している。
SNS
2009年7月7日にmixiにアカウントを開設し、開始2週間でマイミク人数は1万人を突破した。Twitterは一時期休止だったが、現在は再開している。
萌え使用の先駆者
桃井はおたく用語としての"萌え"を公共の電波において初めて多用し、一般社会に根付かせる役割を担った。その早い例は1998年開始の『小野坂・桃井のバーチャラジオ電脳戦隊モモンガー』における萌え連呼で、地上波TV番組『D's Garage 21』でも使用していたが、2000年初頭の放映では「萌え萌え〜」と呼びかけるものの、この当時は未だ一般的でなかったことから、何の反応もなかった。
アイドル愛好家としての草の根BBSでの体験を基に、"萌え"以前に使われていた言葉、その生成と変容など"萌え"概念の受容や変遷をしばしば語っている。
「萌えソングをきわめる」ことを目標に結成されたUNDER17では多数の萌えソングを制作、提供、実演した。その際に桃井は"萌え"は定型的な媚びではなく、「精神的で人間的なもの」であり、「男の子が望むことと女の子が望むことの輪っかが重なる部分」と定義している。
髪型
高校卒業後、セミロングまで伸ばしていた髪を切ってショートにしているが、これは当時インターネットやオタク趣味が暗いものとして連想されたため、それを覆すために敢えて明るく溌剌とした印象を与える髪型にしていたもの。当人は「長いほうがラク」で、UNDER17の活動辺りからまたセミロングに戻している。
TVにおけるオタクの扱い
日本のTV番組では、ことさらアキバ系オタクを笑い者にする対象として扱うことが多く、桃井にもオタ芸を行う人たちを連れての出演依頼がしばしば行われるが、偏見を強めるような報道には反対で、そのような意図に基づく依頼は断っている。
秋葉原通り魔事件
2008年6月8日に起きた秋葉原通り魔事件は、秋葉原を心のよりどころとしてきた桃井にも大きな衝撃を与えた。翌日、慰霊のため献花台を訪れるも報道陣に取り囲まれてしまい、幾度も「写真を撮らないでください」と懇願したが、その度に無視され執拗に撮影され続ける報道被害に晒されてしまう。そのような報道陣の姿勢を問うた記事は、報道のあり方について一石を投じている。
秋葉原駅電気街口時計台
秋葉原駅電気街口を出た広場には時計台が建っており、2000年代に行われた再開発後も残されているが、それを度々秋葉原の象徴的なランドマークとして取り上げている。『My Resolution 〜あの時計の下で〜』は同時計台を題材として作詞・作曲された。

### オタク

#### ラジオ・無線
ラジオライフ
小学生の時に三才ブックスの本に出会って衝撃を受け、『ラジオライフ』『ゲームラボ』の愛読者となった。すでに1998年には同社主催の『第200回東京ペディション』に入場者として参加していたが、2001年末の第236回東京ペディションでジャンクハンター吉田とのトークショーに来賓として出演し、以後も度々登場している。雑誌には、ラジオライフ2007年9月の秋葉原特集で思い出の場所を紹介した後、2008年6月号から「モモーイアンテナ」というコラムを連載するようになり、各地の博物館・記念館から税関まで様々な施設の取材や蒐集家の訪問を、ラジオ・無線など技術面にこだわりながら行なっている。
深夜ラジオ
中学生時代から地上波の深夜ラジオ番組の投稿者で、採用者にでる報奨金を貯めては秋葉原にCDを買いに行くほどの常連だったが、学校側にそれを咎められ禁じられたことが定時制高校に進む理由の一つとなった。
2000年2月7日放送のラジオ番組『伊集院光 深夜の馬鹿力』において、伊集院光のもとに届いたリスナーの投稿で『D's Garage21』に出演していた桃井のことが「ニセ広末」と呼ばれ、伊集院もそれに迎合して揶揄した。放送翌日に桃井は自身のウェブサイトで伊集院光のラジオのリスナーであったことを明かし、この件について「わたしは伊集院さんのラジオ聴いてなかったら今のような仕事とかしていなかった」、「光栄」と記述し、それを受けて、伊集院は翌週の放送で自身のファンに嫌な思いをさせてしまった事を反省し、弁明している。

#### ガジェット
携帯通信機器
20歳前後の頃は、「メカフェチ」と称されるほど携帯電話や小型携帯パソコンにハマっており、大量の携帯電話を所有していた。小型携帯パソコンも、「はじめて通信の世界に連れて行ってくれた」富士通のオアシスポケットを「友」と呼び、当時まだ高額であったそれらを複数台所有していたほどである。

#### アニメ
講師
アニメ検定の講師として度々選ばれ、自身も3級に合格している。
駒澤大学グローバル・メディア・スタディーズ学部の2009年度実践メディアビジネス講座で講師を務めたこともある。

#### おもちゃ
ミニ四駆
幼少期よりミニ四駆が大好きで、著書『アキハバLOVE』記載のエピソードにちなみ、タミヤから2008年8月に限定コラボレーションモデルが出されたほど。

#### 野球
熱心な野球ファンで、特に幼い頃から「東京ヤクルトスワローズ」ファンであり、しばしば球場へも足を運んでいる。2013年9月11日、神宮球場で行われた広島カープ対ヤクルトスワローズ戦で、ヤクルトのウラディミール・バレンティン選手が55号本塁打を打ち、シーズンのプロ野球記録に並んだ試合にも足を運び、バレンティンの故郷であるキュラソー島旗を持っていた桃井がインタビューを受けバックスクリーンに表示されたこともあった。球団側からも認知されており、2015年には戸田球場体験イベントで始球式を務めている。

#### 競馬
30代半ばを過ぎてから競馬に関心を示すようになった。

### 音楽活動また声優として
舌足らずの特徴的な声質（俗に言う「アニメ声」）を活かして、天然あるいは猫被りな女の子の役を演じることが多い。浅野真澄や野川さくらと仲が良く、楽曲提供もしている。所属事務所は声優事務所としては比較的珍しい給料制で、歩合制ではなく月給を貰う身である事を明かしている。
歌手としては萌えソングの代表的な唄い手の一人で、元々アイドル歌謡や声優的な声での歌唱を得意としたが、「ワンダーモモーイ」以降ロック系の力強い発声にも取り組み、声優としても『瀬戸の花嫁』の主人公・燦役では力強い発声法と任侠者の台詞回しを行うなど演技の幅を広げ、悪役（『Kawaii! JeNny』のシスターBなど）も演じるようになった。マーティ・フリードマンは「可愛い声優さんっぽい歌い方するのに物凄い迫力が伝わってくる」とその歌声を評価している。
作曲家としてはまったくの独学で、中学1~2年の時に作曲を始め、文化祭で発表するなどコツコツと作曲を続けていた。作品を書き溜めていくうちに、アイドルに曲を提供したいという意志が芽生え、楽曲提供の目標となっている。
編曲も行い、『瀬戸の花嫁』オープニング主題歌「Romantic summer」では、ベンチャーズ風クロマティックラン奏法のギターサウンドを使ったサーフロック風の編曲が採用された。同曲のカップリングの『瀬戸の花嫁』挿入歌「涙一輪」（『瀬戸燦』名義）は、桃井独自の歌としては初の演歌作品である。2008年のアニメ『Mission-E』のエンディング曲「Feel so Easy!」では1980年代テクノポップ風のアレンジをしている。
作詞は、歌詞に多重の意味を持たせることを好み、初期から様々な意味を込めたり、ネットスラングや言葉遊びを仕込んだりしている。
使用楽器
絶対音感を持っており、一度聴いた曲は楽譜がなくとも奏でることができたため、子供の頃からピアノを弾いては歌っていた。ヤマハのクラビノーバで作曲の練習を自然と重ね、DTMではDAWソフトウェアCubaseを用いている。
小学生の時からショルダーキーボードYamaha SHS-10を愛用しており、ライブでは桃井の象徴と言われるほどショルダーキーボードを使いこなしている。Roland・AX-1（赤）、AX-7（パールホワイト）、AX-Synth（パールホワイト）の使用機会が多いが、より軽量のヤマハ・KX5を使用する場合もある。

## 支持層
熱心なファンを"モモイスト"と称し、桃井自身も多用している。
桃井のライブにおける観客側の特徴は、整然と統一されたコール（掛け声、合いの手）や口上、集団で行われるオタ芸にある。中でも『愛のメディスン』では約30秒にも渡って観客側が歌うかのように声を掛け続ける（モモイストらが作成したコール本と呼ばれる案内冊子が配られていることがある）。これは海外公演でも同様である。
このような観客側の行為に対して、桃井は作曲時に敢えて応援しやすいような構成にしたり、また無意識にそうなっていたりすることがあると語っている。ヲタ芸については安定した歌唱力のある歌手や声優に対して行うのはひとつの楽しみ方としてあり得る、としながらも「純粋なアイドルのライブの最前列でやるのは妨害行為」「あくまでも、ライブの主役はアイドル本人」と苦言を呈する。ただし、桃井自身のライブでは「どんなノリ方をしてくれても嬉しかったりする」「行き過ぎがあれば自分はその場でつっこむので野暮にならないようにすればいい」と寛容な姿勢である。出待ちについては自身はしない主義で、「邪道」と語っている。
公式ファンクラブ
2005年9月に"桃井はるこファンクラブ準備会（仮）"として募集を開始。2006年に準備会を解散して「m.m.m.」と改組して発足した。

## ディスコグラフィ

### シングル
| 枚           | 発売日         | タイトル                                                     | 規格品番             | オリコン最高位 |
| インディーズ | インディーズ   | インディーズ                                                 | インディーズ         | インディーズ   |
| ------------ | -------------- | ------------------------------------------------------------ | -------------------- | -------------- |
| 1st          | 1997年12月24日 | 電脳少女バーチャリアンコ                                     |                      | 圈外           |
| メジャー     |                |                                                              |                      |                |
| 1st          | 2000年5月24日  | Mail Me                                                      | KICA-1233            | 圈外           |
| 2nd          | 2005年7月27日  | ㌧㌦ベイビー                                                 | LHCM-1013            | 99位           |
| 3rd          | 2005年10月19日 | WONDER MOMO-i 〜New recording〜                              | COCC-15804           | 63位           |
| 4th          | 2006年11月8日  | さいごのろっく                                               | AVCA-26018（CD+DVD） | 52位           |
| 4th          | 2006年11月8日  | さいごのろっく                                               | AVCA-26019（CD）     | 52位           |
| 5th          | 2006年12月7日  | ゆめのばとん                                                 | AVCA-26020（CD+DVD） | 69位           |
| 5th          | 2006年12月7日  | ゆめのばとん                                                 | AVCA-26021（CD）     | 69位           |
| 6th          | 2006年12月27日 | Enter!                                                       | AVC1-26086           | 163位          |
| 7th          | 2007年3月28日  | 21世紀                                                       | AVCA-26194（CD+DVD） | 80位           |
| 7th          | 2007年3月28日  | 21世紀                                                       | AVCA-26195（CD）     | 80位           |
| 8th          | 2007年10月10日 | Party!                                                       | AVC1-26506           | 89位           |
| 9th          | 2007年10月24日 | 悠遠のアミュレット/オペラファンタジア                        | ZMCZ-3683（限定版）  | 36位           |
| 9th          | 2007年10月24日 | 悠遠のアミュレット/オペラファンタジア                        | ZMCZ-3684（通常版）  | 36位           |
| 10th         | 2007年10月25日 | R・G・B…                                                     | FPBD-0013            | 127位          |
| 11th         | 2007年11月14日 | ルミカ                                                       | AVCA-26537（CD+DVD） | 61位           |
| 11th         | 2007年11月14日 | ルミカ                                                       | AVCA-26538（CD）     | 61位           |
| 12th         | 2007年11月16日 | ナイト・で・ないと                                           | PLT-0017             | 圈外           |
| 13th         | 2008年8月27日  | Feel so Easy!                                                | AVCA-26889           | 69位           |
| 14th         | 2009年1月1日   | Cue!                                                         | AVC1-29016           | 163位          |
| 15th         | 2009年2月27日  | ちっちゃなぼうけん                                           | PAM-0072             | 圈外           |
| 16th         | 2009年4月29日  | るーじー・ぐーじー                                           | AKCS-1001            | 85位           |
| 17th         | 2009年6月17日  | ☆自演乙☆ソング                                               | AKCS-1003            | 88位           |
| 18th         | 2009年8月22日  | 愛のメディスン 〜アニサマバージョン〜                        | AKCS-1004            | 圈外           |
| 19th         | 2010年8月28日  | 桃井はるこ スペシャルCD 〜アニサマ2010 LIMITED EDITION(笑)〜 | AKCS-1005            | 圈外           |
| 20th         | 2011年3月2日   | 夜明けのサンバ                                               | DGAS-10004           | 69位           |
| 21st         | 2011年6月22日  | がんばれ…それは、I Love You                                  | DGAS-10005           | 118位          |
| 22nd         | 2012年5月23日  | 非公認戦隊アキバレンジャー                                   | COCC-16588           | 47位           |
| 23rd         | 2017年6月7日   | 純愛マリオネット                                             | POCS-1590（TYPE-A）  | 143位          |
| 23rd         | 2017年6月7日   | 純愛マリオネット                                             | POCS-1591（TYPE-B）  | 143位          |
| 24th         | 2017年11月8日  | 星空ダンシング                                               | POCS-1656            | 192位          |

### コラボレーション・シングル
| 枚  | 発売日         | タイトル       | 規格品番   | 名義                   | オリコン最高位 |
| --- | -------------- | -------------- | ---------- | ---------------------- | -------------- |
| 1st | 2007年11月14日 | ハイ・エナジー | AVCA-26561 | 野川さくら・桃井はるこ | 68位           |

### アルバム
| 枚 | 発売日         | タイトル                                    | 規格品番                     | オリコン最高位 |
| -- | -------------- | ------------------------------------------- | ---------------------------- | -------------- |
| 1  | 2006年8月9日   | momo-i quality 〜ベスト・オブ・モモーイ〜   | AVCA-22786                   | 69位           |
| 2  | 2007年2月21日  | 『はるこ☆UP DATE』SONGS BEST                | AVCA-26117（CD+DVD）         | 127位          |
| 2  | 2007年2月21日  | 『はるこ☆UP DATE』SONGS BEST                | AVCA-26118（CD）             | 127位          |
| 3  | 2007年3月21日  | ファミソン8BIT                              | VGCD-0070                    | 162位          |
| 4  | 2007年6月8日   | ファミソン8BIT STAGE2                       | VGCD-0086                    | 258位          |
| 5  | 2007年6月20日  | 桃井はるこ COVER BEST -カバー電車-          | AVCA-26303（初回版・通常版） | 61位           |
| 6  | 2008年3月5日   | Sunday early morning                        | AVCA-26638                   | 54位           |
| 7  | 2008年12月3日  | more&more quality WHITE 〜Self song cover〜 | AVCA-26990                   | 112位          |
| 8  | 2008年12月3日  | more&more quality RED 〜Anime song cover〜  | AVCA-26991                   | 99位           |
| 9  | 2009年9月30日  | へんじがない、ただのしつれんのようだ。      | AKCA-1001                    | 78位           |
| 10 | 2010年7月7日   | MOMO-i REMIXES AKIHABA LOVE                 | DGAA-10002                   | 圈外           |
| 11 | 2010年9月15日  | IVY 〜アイビー〜                            | DGAA-10003                   | 82位           |
| 12 | 2011年8月24日  | しょうわ                                    | DGAA-10004                   | 92位           |
| 13 | 2012年9月26日  | あんぎゃ 〜モモーイ世界の旅〜               | DGAA-10005                   | 141位          |
| 14 | 2015年10月21日 | STAY GOLD                                   | POCS-1364                    | 108位          |
| 15 | 2016年7月20日  | Pink Hippo Album 〜セルフカバー・ベスト〜   | POCS-1470                    | 126位          |
| 16 | 2018年8月8日   | pearl                                       | POCS-1718                    | 165位          |

### 各種主題歌、挿入歌
| 発売日   | ブランド名     | タイトル                                         | 楽曲                                           | 備考                     |
| 1998年   | 1998年         | 1998年                                           | 1998年                                         | 1998年                   |
| -------- | -------------- | ------------------------------------------------ | ---------------------------------------------- | ------------------------ |
| 12月11日 | 13cm           | 入院 〜にゅうい～んっ!!〜                        | キミとSynchronicity                            | 主題歌、作詞             |
| 2001年   |                |                                                  |                                                |                          |
| 4月27日  | ぱじゃまソフト | ぷりずむ・ぼっくす                               | 最初と最後のマジック                           | 「奥さまは巫女？」主題歌 |
| 9月14日  | Witch          | いちご打                                         | いちご GO! GO!                                 | OP曲                     |
| 2002年   |                |                                                  |                                                |                          |
| 6月28日  | Witch          | Milkyway2                                        | 恋のミルキーウェイ れもんのトキメキ♪ OS NO YES | OP、ED、挿入歌           |
| 9月20日  | ぱじゃまソフト | ぱにっく!!けろけろ王国                           | ラブけろぱにっく                               | OP                       |
| 9月27日  | Frontwing      | 魔女のお茶会                                     | BITE                                           | ポニカED曲               |
| 12月13日 | CIRCUS         | D.C.White Season ～ダ・カーポ ホワイトシーズン～ | うたまるえかき唄                               | 挿入歌                   |
| 12月13日 | ぷちフェレット | ぽぽたん                                         | いっちゃえ!ぽぽたん こたえ                     | OP、ED                   |
| 12月26日 | Witch          | てりるのクリスマスBOX                            | Which do you choose?                           | OP                       |
| 2003年   |                |                                                  |                                                |                          |
| 3月21日  | 工画堂スタジオ | まじかるトワラー・エンジェルラビィ☆傑作選        | 天罰!エンジェルラビィ Angelic Magic            | OP、ED                   |
| 3月28日  | Frontwing      | スイートレガシー～ボクと彼女のあま～い関係～     | ゴー★ホーム! おかしなオンナノコ                | OP、挿入歌               |

### キャラクターソング
| 発売日   | 商品名                                                                      | 歌                                                             | 楽曲 | 備考                                                               |
| 2002年   | 2002年                                                                      | 2002年                                                         | 2002年 | 2002年                                                             |
| -------- | --------------------------------------------------------------------------- | -------------------------------------------------------------- | --- | ------------------------------------------------------------------ |
| 8月23日  | 小麦100%しよう!                                                             | 中原小麦（桃井はるこ）                                         | 「愛のメディスン」 | OVA『ナースウィッチ小麦ちゃんマジカルて』オープニングテーマ        |
| 8月23日  | 藍より青し 藍青劇盤 二 秋桜                                                 | 水無月ちか（桃井はるこ）                                       | 「ハートに不思議なFun!Fun!Fun!」 | テレビアニメ『藍より青し』関連曲                                   |
| 11月21日 | ワルキューレ宇宙大歌劇                                                      | 真田さん（田中理恵）、侍女部隊（桃井はるこ、比佐廉、中原麻衣） | 「侍女部隊隊歌」 | テレビアニメ『円盤皇女ワるきゅーレ』関連曲                         |
| 11月21日 | ワルキューレ宇宙大歌劇                                                      | 時乃湯従業員一同                                               | 「カーテン・コール〜フィナーレよりも華やかな〜」 | テレビアニメ『円盤皇女ワるきゅーレ』関連曲                         |
| 2003年   |                                                                             |                                                                | |                                                                    |
| 6月27日  | ぽぽらじのうた                                                              | あい（大原さやか）、まい（浅野真澄）、みい（桃井はるこ）       | 「ぽぽらじのうた」 | ラジオ『ぽぽらじ』オープニングテーマ                               |
| 2004年   |                                                                             |                                                                | |                                                                    |
| 4月22日  | ナースウィッチ小麦ちゃんマジカルて小麦ベ～ストTHE MUSIC ~小全集             | マジ!?がーるず                                                 | まじかるアイドル降臨? | OVA『ナースウィッチ小麦ちゃんマジカルて』挿入歌                    |
| 4月22日  | ナースウィッチ小麦ちゃんマジカルて小麦ベ～ストTHE MUSIC ~小全集             | 中原小麦（桃井はるこ）                                         | あなたがだいきらい | OVA『ナースウィッチ小麦ちゃんマジカルて』挿入歌                    |
| 12月8日  | 彩 Trichromatic                                                             | オトメット                                                     | 「彩 Trichromatic」 | テレビアニメ『流星戦隊ムスメット』オープニングテーマ               |
| 2005年   |                                                                             |                                                                | |                                                                    |
| 8月12日  | AliceQuartet ヴォイスコンチェルトVol.5 BEL CANTO                            | 藍原まきの（桃井はるこ）                                       | 「Never give up」 「美・myself」 「美・myself(Remix Version)」                                                                                          | ドラマCD『AliceQuartet』関連曲                                     |
| 8月12日  | AliceQuartet ヴォイスコンチェルトVol.5 BEL CANTO                            | AliceQuartet+1                                                 | 「アリガトウ、ダイスキ」 「絶対叶えるから」 | ドラマCD『AliceQuartet』関連曲                                     |
| 2006年   |                                                                             |                                                                | |                                                                    |
| 9月29日  | PRISM ARK スペシャルサウンドパッケージ・BLUE                                | プリーシア（榊原ゆい）、フィーリア（桃井はるこ）               | 「Prism Knight〜虹色の記憶〜」 | ゲーム『PRISM ARK』関連曲                                          |
| 11月1日  | 恋、はじめました!/LoveLoveLoveのせいなのよ!                                 | らぶドル                                                       | 「LoveLoveLoveのせいなのよ!」 | テレビアニメ『らぶドル 〜Lovely Idol〜』エンディングテーマ         |
| 11月22日 | 一歩ずつ                                                                    | 野々宮舞（桃井はるこ）                                         | 「一歩ずつ」 「LoveLoveLoveのせいなのよ!(舞ソロヴァージョン)」                                                                                          | テレビアニメ『らぶドル 〜Lovely Idol〜』関連曲                     |
| 12月27日 | らぶドル LOVELY IDOL SPECIAL CD 1                                           | らぶドル                                                       | 「GO↑GO↑☆PARTY」 | テレビアニメ『らぶドル 〜Lovely Idol〜』挿入歌                     |
| 12月28日 | HAPPY CLOVER                                                                | らぶドル                                                       | 「HAPPY CLOVER」 | テレビアニメ『らぶドル 〜Lovely Idol〜』挿入歌                     |
| 2007年   |                                                                             |                                                                | |                                                                    |
| 1月31日  | らぶドル LOVELY IDOL SPECIAL CD 3                                           | らぶドル                                                       | 「LoveLoveLoveのせいなのよ!(アニメライブ版)」 | テレビアニメ『らぶドル 〜Lovely Idol〜』挿入歌                     |
| 2月28日  | らぶドル LOVELY IDOL SPECIAL CD 4                                           | らぶドル                                                       | 「GO↑GO↑☆PARTY(アニメライブ版)」 「HAPPY CLOVER(アニメライブ版)」                                                                                       | テレビアニメ『らぶドル 〜Lovely Idol〜』挿入歌                     |
| 3月14日  | らぶドル VARIETY CD 3「らぶり〜できゅーとなのだあ!」舞 編                   | 野々宮舞（桃井はるこ）                                         | 「Dreaming Now(舞ソロVer)」 | テレビアニメ『らぶドル 〜Lovely Idol〜』関連曲                     |
| 3月28日  | らぶドル〜Lovely Idol〜 STAGE 6 スペシャル・マキシシングルCD                | 桐生琴葉（中原麻衣）、野々宮舞（桃井はるこ）                   | 「Dreaming Now」 | テレビアニメ『らぶドル 〜Lovely Idol〜』関連曲                     |
| 4月25日  | Romantic summer                                                             | SUN&LUNAR                                                      | 「Romantic summer」 | テレビアニメ『瀬戸の花嫁』前期オープニングテーマ                   |
| 4月25日  | Romantic summer                                                             | 瀬戸燦（桃井はるこ）                                           | 「涙一輪」 | テレビアニメ『瀬戸の花嫁』挿入歌                                   |
| 5月23日  | 瀬戸の花嫁 ライブソング SUN「your gravitation」                             | 瀬戸燦（桃井はるこ）                                           | 「your gravitation」 | テレビアニメ『瀬戸の花嫁』挿入歌                                   |
| 6月27日  | 瀬戸の花嫁 キャラクターソング1 Brand-new mind                               | 瀬戸燦（桃井はるこ）                                           | 「英雄の詩」 | テレビアニメ『瀬戸の花嫁』挿入歌                                   |
| 6月27日  | 瀬戸の花嫁 キャラクターソング1 Brand-new mind                               | 瀬戸燦（桃井はるこ）                                           | 「Brand-new mind」 | テレビアニメ『瀬戸の花嫁』関連曲                                   |
| 8月22日  | Dan Dan Dan                                                                 | SUN&LUNAR                                                      | 「Dan Dan Dan」 | テレビアニメ『瀬戸の花嫁』後期オープニングテーマ                   |
| 8月22日  | Dan Dan Dan                                                                 | SUN&LUNAR                                                      | 「your gravitation SUN&LUNAR version」 | テレビアニメ『瀬戸の花嫁』関連曲                                   |
| 9月26日  | 恋はビリビリSENSATION!                                                      | B・Bガ〜ルズ                                                   | 「恋はビリビリSENSATION!」 | テレビアニメ『CODE-E』関連曲                                       |
| 10月3日  | 瀬戸の花嫁 キャラクターソング4 ヒットマン!!                                 | 瀬戸燦（桃井はるこ）                                           | 「Brand-new mind（Re-mix version）」 | テレビアニメ『瀬戸の花嫁』関連曲                                   |
| 12月19日 | 瀬戸の花嫁 ミニアルバム SUNSHINE                                            | 瀬戸燦（桃井はるこ）                                           | 「Romantic summer SUN ver.」 「your gravitation SUN ver.」 「ガラスの指輪」 「祭りの詩 -NON STOP!!!- LUNAR ver.」 「眠りの詩」 「Dan Dan Dan SUN ver.」 | テレビアニメ『瀬戸の花嫁』関連曲                                   |
| 12月21日 | PRISM ARK PRIVATE SONG Vol.7 フィーリア                                     | フィーリア（桃井はるこ）                                       | 「月夜のMelody」 | テレビアニメ『PRISM ARK』関連曲                                    |
| 2008年   |                                                                             |                                                                | |                                                                    |
| 2月27日  | 瀬戸の花嫁 歌謡全集 人魚篇                                                  | SUN&LUNAR                                                      | 「Romantic summer -Album ver.-」 「Dan Dan Dan -Album ver.-」 「What a wonder!」                                                                        | テレビアニメ『瀬戸の花嫁』関連曲                                   |
| 2月27日  | 瀬戸の花嫁 歌謡全集 人魚篇                                                  | 瀬戸燦（桃井はるこ）、満潮永澄（水島大宙）                     | 「Don't Worry Be Happy」 | テレビアニメ『瀬戸の花嫁』関連曲                                   |
| 2月27日  | 瀬戸の花嫁 歌謡全集 仁侠篇                                                  | 瀬戸燦（桃井はるこ）、江戸前留奈（野川さくら）                 | 「祭りの詩 -NON STOP!!!-」 | テレビアニメ『瀬戸の花嫁』関連曲                                   |
| 9月26日  | Music☆Mission! CODE-E&Mission-E Sound collection                            | B・Bガ〜ルズ                                                   | 「Feel so Easy! ビリビリver.」 | テレビアニメ『Mission-E』エンディングテーマ                        |
| 10月29日 | 絶対乙女                                                                    | SUN&LUNAR                                                      | 「絶対乙女」 | OVA『瀬戸の花嫁OVA 仁』オープニングテーマ                          |
| 10月29日 | 絶対乙女                                                                    | 瀬戸燦（桃井はるこ）                                           | 「絶対乙女 ver.SUN」 | OVA『瀬戸の花嫁 OVA 仁』関連曲                                     |
| 12月24日 | 天使爛漫 Love Power                                                         | 瀬戸花えんじぇるず                                             | 「天使爛漫 Love Power」 | OVA『瀬戸の花嫁OVA 義』オープニングテーマ                          |
| 12月24日 | 天使爛漫 Love Power                                                         | SUN&LUNAR                                                      | 「天使爛漫 Love Power ver.SUN&LUNAR」 | OVA『瀬戸の花嫁OVA 義』関連曲                                      |
| 2009年   |                                                                             |                                                                | |                                                                    |
| 1月30日  | 梯 -かけはし-                                                               | SUN&LUNAR                                                      | 「梯 -かけはし-」 | OVA『瀬戸の花嫁OVA 義』エンディングテーマ                          |
| 1月30日  | 梯 -かけはし-                                                               | 瀬戸燦（桃井はるこ）                                           | 「梯 -かけはし- ver.SUN」 | OVA『瀬戸の花嫁OVA 義』関連曲                                      |
| 2010年   |                                                                             |                                                                | |                                                                    |
| 11月24日 | STEINS;GATE オーディオシリーズ☆ラボメンナンバー007☆フェイリス・ニャンニャン | フェイリス・ニャンニャン（桃井はるこ）                         | 「Nyan☆Nyan☆Galaxy!」 | ゲーム『STEINS;GATE』関連曲                                        |
| 2015年   |                                                                             |                                                                | |                                                                    |
| 5月13日  | D.C.〜ダ・カーポ〜 スーパーベスト                                           | うたまる（桃井はるこ）                                         | 「うたまるえかき唄」 | テレビアニメ『D.C. 〜ダ・カーポ〜』第8話・第15話エンディングテーマ |

### その他参加楽曲
| 発売日   | 商品名 | 歌 | 楽曲 | 備考                                                                                 |
| 2000年   | 2000年 | 2000年 | 2000年 | 2000年                                                                               |
| -------- | --- | --- | --- | ------------------------------------------------------------------------------------ |
| 2月10日  | dream power-翼なき者たちへ-                                                                                   | A・G・A・S | 「dream power-翼なき者たちへ-」 | 「文化放送A&Gゾーン」イメージソング                                                  |
| 2005年   | | | |                                                                                      |
| 4月28日  | School Days VOCAL ALBUM                                                                                       | 桃井はるこ | 「Let me Love you」 | ゲーム『School Days』挿入歌                                                          |
| 7月27日  | 熱唱!!らぶげナイトフィーバー                                                                                  | ラブフェロモン&外道乙女隊 featuring 桃井はるこ&影山ヒロノブ | 「熱唱!!らぶげナイトフィーバー」 | テレビアニメ『あかほり外道アワーらぶげ』オープニングテーマ                           |
| 2007年   | | | |                                                                                      |
| 6月20日  | Generation-A                                                                                                  | ALI PROJECT、近江知永、栗林みな実、サイキックラバー、Cy-Rim rev.、JAM Project（影山ヒロノブ、松本梨香、遠藤正明、きただにひろし、奥井雅美、福山芳樹） 、樹海、Suara、高橋直純、茅原実里、水樹奈々、m.o.v.e、桃井はるこ                                                         | 「Generation-A」 | ライブイベント『Animelo Summer Live 2007』テーマソング                               |
| 6月20日  | Generation-A                                                                                                  | ALI PROJECT、近江知永、奥井雅美、栗林みな実、Cy-Rim rev.、松本梨香、樹海、Suara、茅原実里、水樹奈々、yuri、桃井はるこ | 「Generation-A 〜女性 Only Vocal Version〜」 |                                                                                      |
| 6月25日  | Tribute to Masami Okui 〜Buddy〜                                                                              | 桃井はるこ | 「恋しましょ ねばりましょ」 |                                                                                      |
| 2008年   | | | |                                                                                      |
| 2月14日  | 松・鈴・桃 -初号盤-                                                                                           | モモーイ×Nazo2 Unit | 「スタッフロール」 「恋のスクランブル交差点」 「ROUGH AND LADY」 「Round About」 「ナイトフライト」 「元気なシャイナ」 「星空のエンディング」 「？」 |                                                                                      |
| 7月23日  | Yells 〜It's a beautiful life〜                                                                               | ALI PROJECT、石川智晶、石田燿子、ELISA、GRANRODEO、栗林みな実、サイキックラバー、savage genius、JAM Project（影山ヒロノブ、遠藤正明、きただにひろし、奥井雅美、福山芳樹）、Suara、茅原実里、平野綾、美郷あき、水樹奈々、May'n、桃井はるこ、米倉千尋                            | 「Yells 〜It's a beautiful life〜」 | ライブイベント『Animelo Summer Live 2008 -Challenge-』テーマソング                   |
| 7月23日  | Yells 〜It's a beautiful life〜                                                                               | ALI PROJECT、石川智晶、石田燿子、ELISA、栗林みな実、savage genius、奥井雅美、Suara、茅原実里、平野綾、美郷あき、水樹奈々、May'n、桃井はるこ、米倉千尋 | 「Yells 〜It's a beautiful life〜（女性 Only Vocal Version）」                                                                                       |                                                                                      |
| 9月3日   | We're ARKS!/レアドロ☆KOI☆恋!                                                                                  | PSO2放送局メンバー | 「レアドロ☆KOI☆恋!」 | ゲーム『ファンタシースターオンライン2』関連曲                                        |
| 12月25日 | トランス北斗の拳                                                                                              | クリスタルキング with 桃井はるこ&下田麻美 | 「愛をとりもどせ!!（DJ KOO MIX）」 | 『北斗の拳』25周年記念オフィシャル・アルバム                                         |
| 12月25日 | トランス北斗の拳                                                                                              | 桃井はるこ | 「SILENT SURVIVOR（Uraken MIX）」 | 『北斗の拳』25周年記念オフィシャル・アルバム                                         |
| 2009年   | | | |                                                                                      |
| 2月25日  | パンコレ~voice actresses’legendary punk songs collection~                                                     | 池澤春菜、門脇舞以、後藤邑子、清水香里、田中理恵、桃井はるこ | Sex and Violence（エクスプロイテッドのカヴァー） Call Me（ブロンディのカヴァー）                                                                     | パンク・ロックの名曲を各人気声優がカヴァーした企画盤。                               |
| 6月24日  | RE:BRIDGE〜Return to oneself〜                                                                                | 彩音、ALI PROJECT、石川智晶、いとうかなこ、ELISA、近江知永、GRANRODEO、栗林みな実、サイキックラバー、榊原ゆい、savage genius、JAM Project（影山ヒロノブ、遠藤正明、きただにひろし、奥井雅美、福山芳樹）、Suara、茅原実里、平野綾、manzo、水樹奈々、May'n、桃井はるこ、米倉千尋 | 「RE:BRIDGE〜Return to oneself〜」 | ライブイベント『Animelo Summer Live 2009』テーマソング                               |
| 2010年   | | | |                                                                                      |
| 3月17日  | RAP GIFT EP                                                                                                   | らっぷびと feat.桃井はるこ | 「Like! Like! Like!」 |                                                                                      |
| 6月23日  | evolution 〜for beloved one〜                                                                                 | 彩音、ALI PROJECT、石川智晶、いとうかなこ、奥井雅美、GRANRODEO、栗林みな実、JAM Project（影山ヒロノブ、遠藤正明、きただにひろし、奥井雅美、福山芳樹）、田村ゆかり、茅原実里、南里侑香、飛蘭、fripSide、水樹奈々、May'n、桃井はるこ                                             | 「evolution 〜for beloved one〜」 | ライブイベント『Animelo Summer Live 2010 -evolution-』テーマソング                   |
| 6月23日  | evolution 〜for beloved one〜                                                                                 | 彩音、ALI PROJECT、石川智晶、いとうかなこ、栗林みな実、奥井雅美、田村ゆかり、茅原実里、南里侑香、飛蘭、fripSide、水樹奈々、May'n、桃井はるこ | 「evolution 〜for beloved one〜（女性 Only Vocal Version）」                                                                                         |                                                                                      |
| 2011年   | | | |                                                                                      |
| 4月20日  | モロビトコゾリテ                                                                                              | 野川さくら、桃井はるこ | 「Nau!Nau!Nau!」 | ゲーム『もろびと こぞりて』関連曲                                                    |
| 7月29日  | TRIBAL LINK-L                                                                                                 | 桃井はるこ | 「Princess Brave!」 |                                                                                      |
| 7月29日  | TRIBAL LINK-R                                                                                                 | 桃井はるこ | 「ジェットスマッシュ!」 |                                                                                      |
| 2015年   | | | |                                                                                      |
| 1月14日  | #俺的ボカロ曲ロックカバー祭り Vol.3                                                                           | 桃井はるこ | 「おこちゃま戦争」 |                                                                                      |
| 2017年   | | | |                                                                                      |
| 3月22日  | AKIBA'S COLLECTION                                                                                            | 桃井はるこ | 「セカイじゅうのAKIHABARAで」 | テレビアニメ『AKIBA'S TRIP -THE ANIMATION-』第9話エンディングテーマ                  |
| 2020年   | | | |                                                                                      |
| 3月4日   | TVアニメ『ファンタシースターオンライン2 エピソード・オラクル』主題歌 Vol.2 UniVerse / それいゆ -Dear Destiny- | 桃井はるこ | 「それいゆ -Dear Destiny-」 | テレビアニメ『ファンタシースターオンライン2 エピソード・オラクル』エンディング主題歌 |
| 12月23日 | AKIBA-POP И SCRIPTER〜MOSAIC.WAV GAME SONG COLLECTION〜                                                       | MOSAIC.WAV with 桃井はるこ | 「魅惑のツンデロイド」 | 【DISC5】初回限定DISC2 MOSAIC.WAVトリビュート作品集                                  |
| 2021年   | | | |                                                                                      |
| 10月31日 | Quiet MOSAIC.LIVE〜Keep on the AKIBA-POP〜                                                                    | MOSAIC.WAV with 桃井はるこ | 「WONDER MOMO-i (～World tour version～LIVE Ver.)」 「天罰!エンジェルラビィ☆ (LIVE Ver.)」 「魅惑のツンデロイド (LIVE Ver.)」                        |                                                                                      |

### 楽曲提供
| 歌手                                                                     | タイトル                         | 提供内容         | 備考                                                                  |        |
| 2002年                                                                   | 2002年                           | 2002年           | 2002年                                                                | 2002年 |
| ------------------------------------------------------------------------ | -------------------------------- | ---------------- | --------------------------------------------------------------------- | ------ |
| くしよし                                                                 | 5・7・5・7・7                    | 作詞・作曲       |                                                                       |        |
| くしよし                                                                 | ダウジング〜なにかを信じて〜     | 作詞・作曲       |                                                                       |        |
| くしよし                                                                 | MAEをみていてラブ・ループ        | 作詞・作曲       |                                                                       |        |
| くしよし                                                                 | 夏のハレーション                 | 作詞・作曲       |                                                                       |        |
| くしよし                                                                 | いちごいちえ                     | 作詞・作曲       |                                                                       |        |
| 2003年                                                                   |                                  |                  |                                                                       |        |
| 夏輪ひまわり（中原麻衣）                                                 | Mr.Linesman                      | 作詞・作曲       | みっくすJUICE                                                         |        |
| 冬出ゆり（植田佳奈）                                                     | Destination                      | 作詞・作曲       | みっくすJUICE                                                         |        |
| 秋茂あやめ（斎藤千和）                                                   | 流れ星                           | 作詞・作曲       | みっくすJUICE                                                         |        |
| 春野さくら（森永理科）                                                   | 恋はショートコント               | 作詞・作曲       | みっくすJUICE                                                         |        |
| 小林沙苗・浅井清己・松来未祐                                             | カメラ＝万年筆                   | 作詞・作曲       |                                                                       |        |
| 小林沙苗・浅井清己・松来未祐                                             | ハンドメイドでNe!                | 作詞・作曲       |                                                                       |        |
| みい（とろ美）                                                           | みいタンの魔法でポン!            | 作詞             |                                                                       |        |
| 新谷良子                                                                 | ray of sunshine                  | 作詞・作曲       |                                                                       |        |
| 2004年                                                                   |                                  |                  |                                                                       |        |
| 新谷良子                                                                 | Slow Down                        | 作詞・作曲       |                                                                       |        |
| SD★Children                                                              | スポーツしましょ☆                | 作詞・作曲       |                                                                       |        |
| SD★Children                                                              | ムスメゴコロ☆オトメゴコロ        | 作詞・作曲       |                                                                       |        |
| 2005年                                                                   |                                  |                  |                                                                       |        |
| 野川さくら                                                               | Just a Boyfriend                 | 作詞・作曲       |                                                                       |        |
| Chico                                                                    | Girls be ambitious!!             | 作詞・作曲       |                                                                       |        |
| ラブフェロモン＆外道乙女隊 featuring 桃井はるこ＆影山ヒロノブ            | 熱唱！！らぶげナイトフィーバー   | 作詞・作曲       |                                                                       |        |
| 榎木瑠衣子                                                               | わたしの夢の行方を               | 作詞             | ゲーム『スペクトラルフォース』OP                                      |        |
| Perfume（ぱふゅーむ×DJ momo-i）                                          | アキハバラブ                     | 作詞・作曲       |                                                                       |        |
| 2007年                                                                   |                                  |                  |                                                                       |        |
| 新谷良子                                                                 | ライフイズフリー                 | 作詞・作曲       | 作詞は桃井とKENTAの共作                                               |        |
| 榊原ゆい・桃井はるこ                                                     | Prism Knight〜虹色の記憶〜       | 作曲・編曲       |                                                                       |        |
| SUN&LUNAR                                                                | Romantic summer                  | 作詞・作曲・編曲 |                                                                       |        |
| 野川さくら                                                               | S・P・Y                          | 作詞・作曲       |                                                                       |        |
| 野川さくら・桃井はるこ                                                   | ハイ・エナジー                   | 作詞・作曲       |                                                                       |        |
| 野川さくら・桃井はるこ                                                   | Say you,Say me                   | 作詞・作曲       |                                                                       |        |
| 2008年                                                                   |                                  |                  |                                                                       |        |
| 星井美希（長谷川明子）・双海亜美・真美（下田麻美）                       | バレンタイン                     | 作詞・作曲       |                                                                       |        |
| 2009年                                                                   |                                  |                  |                                                                       |        |
| 宮崎羽衣                                                                 | Oui!!〜ういうい☆Fallin'love〜    | 作詞・作曲       |                                                                       |        |
| 米倉千尋                                                                 | Overwrite!                       | 作詞             |                                                                       |        |
| 池澤春菜                                                                 | 友達になろうよ                   | 作詞・作曲       |                                                                       |        |
| 2010年                                                                   |                                  |                  |                                                                       |        |
| アフィリア・サーガ・イースト                                             | 恋をゲームにしないで!            | 作詞             |                                                                       |        |
| 2011年                                                                   |                                  |                  |                                                                       |        |
| 野川さくら・桃井はるこ                                                   | Nau!Nau!Nau!                     | 作詞・作曲       |                                                                       |        |
| アフィリア・サーガ・イースト                                             | TANTEI☆ラプソディ                | 作詞・作曲       |                                                                       |        |
| アフィリア・サーガ・イースト                                             | 倍速恋愛時計                     | 作詞・作曲       |                                                                       |        |
| アフィリア・サーガ・イースト                                             | エシカル〜ありがとうを伝えたい〜 | 作詞・作曲       |                                                                       |        |
| RO-KYU-BU!                                                               | Party Love〜おっきくなりたい〜   | 作詞・作曲       |                                                                       |        |
| 2012年                                                                   |                                  |                  |                                                                       |        |
| Sana                                                                     | Spring has come!                 | 作詞             |                                                                       |        |
| 桜川ひめこ                                                               | あなたのナンバーわん!            | 作詞・作曲       |                                                                       |        |
| アフィリア・サーガ・イースト                                             | ヴィーナス☆女神っくす!           | 作詞             |                                                                       |        |
| 2013年                                                                   |                                  |                  |                                                                       |        |
| RO-KYU-BU!                                                               | Rolling! Rolling!                | 作詞・作曲       |                                                                       |        |
| 上坂すみれ                                                               | げんし、女子は、たいようだった。 | 作詞・作曲       |                                                                       |        |
| 上坂すみれ                                                               | テトリアシトリ                   | 作詞・作曲       |                                                                       |        |
| アフィリア・サーガ                                                       | ネプテューヌ☆サガして            | 作詞             |                                                                       |        |
| アフィリア・サーガ                                                       | NEXT STAGE!                      | 作詞・作曲       |                                                                       |        |
| アフィリア・サーガ                                                       | Nighty night〜オヤスミセカイ〜   | 作詞・作曲       |                                                                       |        |
| アフィリア・サーガ                                                       | Happy! Puppy!                    | 作詞・作曲       |                                                                       |        |
| 2014年                                                                   |                                  |                  |                                                                       |        |
| アイドルカレッジ                                                         | あのコが、髪を、切らない理由。   | 作詞             |                                                                       |        |
| Yun*chi                                                                  | Fairy*                           | 作詞・作曲       |                                                                       |        |
| 宮森あおい（木村珠莉）、安原絵麻（佳村はるか）、坂木しずか（千菅春香）   | Animetic Love Letter             | 作詞・作曲       | テレビアニメ『SHIROBAKO』前期ED                                       |        |
| アフィリア・サーガ                                                       | ジャポネスク×ロマネスク          | 作詞             |                                                                       |        |
| 2015年                                                                   |                                  |                  |                                                                       |        |
| PSO2放送局メンバー（桃井はるこ、榎本温子、会一太郎、酒井智史、木村裕也） | レアドロ☆KOI☆恋！                | 作詞・作曲       |                                                                       |        |
| アフィリア・サーガ                                                       | Embrace Blade                    | 作詞             | テレビアニメ『対魔導学園35試験小隊』主題歌                            |        |
| 2016年                                                                   |                                  |                  |                                                                       |        |
| イケてるハーツ                                                           | 世界にはばたけ！                 | 作詞・作曲       |                                                                       |        |
| アフィリア・サーガ                                                       | ハッピーバースデー☆エンカウント  | 作詞・作曲       |                                                                       |        |
| イケてるハーツ                                                           | ORIGAMI                          | 作詞・作曲       |                                                                       |        |
| アイドルカレッジ                                                         | 虹とトキメキのFes                | 作詞             |                                                                       |        |
| 2017年                                                                   |                                  |                  |                                                                       |        |
| 高木美佑                                                                 | HELP ME！みゅーちゃん！          | 作詞・作曲       |                                                                       |        |
| 2018年                                                                   |                                  |                  |                                                                       |        |
| オーガキャッツ（桃井はるこ）＆オーガキャッツ（リアル）（会一太郎）       | ネコとヤサイと冒険と             | 作詞・作曲       | テレビアニメ『ファンタシースターオンライン2 ジ アニメーション』関連曲 |        |
| 純情のアフィリア                                                         | 起・承・転・結・序・破・急       | 作詞             | テレビアニメ『俺が好きなのは妹だけど妹じゃない』ED                    |        |
| 2020年                                                                   |                                  |                  |                                                                       |        |
| 名取さな                                                                 | PINK,ALL,PINK!                   | 作詞・作曲       |                                                                       |        |

### 映像
- ワンダー・モモーイ・ライヴ・ツアー・ファイナル[ウィズ・バックステージ]
  - 2006年3月29日発売 / COBC-4519 / コロムビアミュージックエンタテインメント
- はるこ☆UP DATE
  - 前編：2007年1月26日発売 / PCBE-51448（特別版）・PCBE-51450（通常版） / エイベックス・エンタテインメント
  - 後編：2007年2月23日発売 / PCBE-51449（特別版）・PCBE-51451（通常版） / エイベックス・エンタテインメント
- 「Momo-i Live DVD」momo-i quality LIVE IN Stellar Ball 2006 編
  - 2007年3月28日発売 / AVBA-26218 / エイベックス・マーケティング・コミュニケーションズ
- 「Momo-i Live DVD」momo-i UP DATE TOUR IN 渋谷O-EAST 編
  - 2007年3月28日発売 / AVBA-26220 / エイベックス・マーケティング・コミュニケーションズ
- BEST CLIP
  - 2008年3月5日発売 / AVBA-26639 / エイベックス・マーケティング・コミュニケーションズ
- momo-i COVER BEST LIVE in CLUB CITTA
  - 2008年7月25日発売 / AVBA-26860 / エイベックス・エンタテインメント
- momo-i Sunday early morning LIVE @SHIBUYA-AX
  - 2008年7月25日発売 / AVBA-26861 / エイベックス・エンタテインメント
- IVY ツアーファイナル&10th Anniversary !!
  - 2011年3月2日発売のシングルCD「夜明けのサンバ」に同梱。[135]
- iVDRカセット500GB 桃井はるこ『しょうわ』歌謡ショー限定版[136]
  - 2012年7月発売 / IVC-0001 / I-O DATA
- Angya Concert at Nippon Seinenkan
  - 2013年
- モモーイLIVE☆ぱいれーつ （iVDR）[注 34]
  - 2014年7月7日発売 / JPIV-0002 / ジェー・ピー
- ZIPANG! Concert at CLUB CITTA
  - 2015年 / Right Gauge
- D.C. 〜ダ・カーポ〜 シークレットライブ in 川崎 CLUB CITTA'（2004年5月26日）
- らぶドル FIRST LIVE IN YOKOHAMA BLITZ（2007年7月25日）
- Animelo Summer Live 2007 Generation-A（2007年11月28日）
- Animelo Summer Live 2008 -Challenge- 8.31（2009年3月25日）
- Animelo Summer Live 2009 RE:BRIDGE 8.22（2010年2月24日）
- Animelo Summer Live 2010-evolution-8.29（2011年4月20日）
- Live5pb.2010@JCB Hall（2011年4月27日）
- SUPER GAMESONG LIVE 2012 -NEW GAME-（2013年2月27日）
- NBCUniversal ANIME×MUSIC FESTIVAL〜25th ANNIVERSARY〜（2018年8月29日）

### 書籍
- アキハバLOVE 〜秋葉原と一緒に大人になった〜

## 出演
太字はメインキャラクター。

### テレビアニメ
2001年
- The Soul Taker 〜魂狩〜（中原小麦）
- FF：U 〜ファイナルファンタジー:アンリミテッド〜（アイ・ハヤカワ）

2002年
- 藍より青し（2002年 - 2003年、水無月ちか）- 2シリーズ
- 超重神グラヴィオン（2002年 - 2004年、トリア）- 2シリーズ
- 円盤皇女ワるきゅーレ（2002年 - 2003年、丸、猫耳A、猫耳F、猫耳侍女、苑田茎子 他）- 2シリーズ

2003年
- ギャラクシーエンジェル（アナウンス）
- D.C. 〜ダ・カーポ〜（うたまる）
- 瓶詰妖精（たまちゃん）
- ぽぽたん（みい）
- MOUSE（サマーサ森島）
- まほろまてぃっく 夏のTVスペシャル「えっちなのはいけないと思います！」（史帆）

2004年
- げんしけん（榎本忍）
- DearS（チナ）
- 妄想代理人（マロミ）
- RAGNAROK THE ANIMATION（マーヤ）
- 流星戦隊ムスメット（早乙女コウ / オトメイエロー）

2006年
- ブラック・ジャック21（スージー）
- マジカノ（虹原真鈴）
- らぶドル 〜Lovely Idol〜（野々宮舞）

2007年
- CODE-E（2007年 - 2008年、小松菜圭子）- 2シリーズ
- 瀬戸の花嫁（瀬戸燦）
- PRISM ARK（フィーリア）

2008年
- テイルズ オブ ジ アビス（2008年 - 2009年、アニス・タトリン）

2011年
- STEINS;GATE（2011年 - 2018年、フェイリス・ニャンニャン）- 2シリーズ

2012年
- ゆるめいつ 3でぃ（相田ゆるめ）- 2シリーズ

2013年
- D.C.III 〜ダ・カーポIII〜（うたまる）

2014年
- デンキ街の本屋さん（SSD子ちゃん）

2016年
- ナースウィッチ小麦ちゃんR（吉田小春 / 姫P）
- ファンタシースターオンライン2 ジ アニメーション（オーガキャッツ、女の子）

2017年
- AKIBA'S TRIP -THE ANIMATION-（ツクモ・モモ、九十九百地猛虎桃）
- タイムボカン24（マリア・テレジア）

2018年
- 宇宙戦艦ティラミス（パッカー）- 2シリーズ

### 劇場アニメ
- ピカピカ星空キャンプ（2002年、ソーナノ）
- ハプニングスター☆ 〜地球人の知らない冒険〜（2012年、クーリィ）
- 劇場版 STEINS;GATE 負荷領域のデジャヴ（2013年、フェイリス・ニャンニャン[148]）

### OVA
- ナースウィッチ小麦ちゃんマジカルて（2002年 - 2005年、中原小麦 / マジカルナース小麦） - 2シリーズ
- 円盤皇女ワるきゅーレ（2003年 - 2006年、丸、苑田茎子、角） - 2シリーズ + 総集編
- くじびきアンバランス（2004年 - 2005年、榎本忍） - 『げんしけん』DVD-BOX1〜3特典OVA
- 夏色の砂時計（2004年、演劇部部員）
- ねとらん者 THE MOVIE（2004年、ちゆ12歳）
- 魔女っ娘つくねちゃん（2005年 - 2006年、つくね）
- 瀬戸の花嫁OVA（2008年 - 2010年、瀬戸燦[149]）
- D.C.if 〜ダ・カーポ イフ〜（2008年 - 2009年、うたまる） - 『D.C. 〜ダ・カーポ〜』『D.C.S.S. 〜ダ・カーポ セカンドシーズン〜』各DVD-BOX特典OVA
- ゆるめいつ（2009年 - 2011年、相田ゆるめ） - 2作品

### Webアニメ
- おんたま!（2009年、愛）

### ゲーム
1997年
- スペクトラルフォース（ピンキー）

1998年
- ウィザーズハーモニーR（リサ＝ユフィール）

2000年
- SIMPLE1500シリーズ Vol.35 THE シューティング（Poss）
- 電車でGO! 旅情編（七海ひかる）

2003年
- D.C.P.S. 〜ダ・カーポ〜 プラスシチュエーション（うたまる）
- モエかん（萌野命）※DC版

2004年
- ステラデウス（ティア）
- DearS（チナ）
- ナースウィッチ小麦ちゃんマジカルて（中原小麦 / マジカルナース小麦）
- モエかん〜萌えっ娘島へようこそ〜（萌野命）

2005年
- D.C. Four Seasons 〜ダ・カーポ〜 フォーシーズンズ（うたまる）
- テイルズ オブ ジ アビス（アニス・タトリン）
- BALDR FORCE EXE（バチェラ）

2007年
- テイルズ オブ ファンダム Vol.2（アニス・タトリン）
- マジカノ ファンディスク じゃんけんぽんってマジですか?（虹原真鈴）
- BALDR BULLET EQUILIBRIUM（麻生棗）

2008年
- 武装神姫 BATTLE RONDO（丑型MMS ウィトゥルース）
- PRISM ARK -AWAKE-（フィーリア）

2009年
- アイテムゲッター 〜僕らの科学と魔法の関係〜（ルーティア・カスバート）
- STEINS;GATE（2009年 - 2013年、フェイリス・ニャンニャン）- 3作品
- テイルズ オブ ザ ワールド レディアント マイソロジー2（アニス・タトリン）
- テイルズ オブ バーサス（アニス・タトリン）

2011年
- クイーンズゲイト スパイラルカオス（ワンダーモモ）
- 週刊トロ・ステーション 第72号（本人として）
- テイルズ オブ ザ ワールド レディアント マイソロジー3（アニス・タトリン）

2012年
- 王と魔王と7人の姫君たち 〜新・王様物語〜（ココモパイン）
- D.C.III 〜ダ・カーポIII〜（ラニーニャ頼奈）
- 夕暮れのバルキリーズ（三笠キロット）
- 嫁コレ（フェイリス・ニャンニャン）

2013年
- ティアラ コンチェルト（ビースト〈女性〉ボイス）
- 恋愛0キロメートル Portable（氷室屋灰）
- ファンタシースターオンライン2 （ロッティ、ニッサ、プレイヤーキャラクター追加ボイス）

2014年
- Wonder Momo: Typhoon Booster（モモ / オリジナルワンダーモモ）

2015年
- STEINS;GATE 0（2015年 - 2018年、フェイリス・ニャンニャン）- 2作品

2018年
- テイルズ オブ ザ レイズ（アニス・タトリン）

2021年
- グランサガ（ロム）

### ドラマCD
- 魔法遣いに大切なこと あなたに会えて良かった（2003年、青田利香）
- D.C. 〜ダ・カーポ〜 初音島ドラマシアター chapter.1 さくら（2004年、うたまる）
- AliceQuartet（2004年、藍原まきの）
- RAGNAROK THE ANIMATION Ver.1 - 3（2004年、マーヤ）
- テイルズ オブ ジ アビス シリーズ（2006年、アニス・タトリン）
- LOVELY IDOL DRAMA CD 歌は素敵なプレゼント（2007年、野々宮舞）
- プリズム・アーク 〜プリズム・ハート エピソード2〜 （2007年、フィーリア）
- 瀬戸の花嫁（2007年、瀬戸燦）
- 藍より青し（2010年、水無月ちか）
- AliceQuartet ヴォイスコンチェルト（2014年、藍原まきの）
- うちの居候が世界を掌握している! ドラマCD（2014年、飯山桃香[156]）
- アキバズタイムトリップ 〜時をかけるタモツ〜（2017年、九十九百）

### 吹き替え

#### アニメ
- ネコのクラちゃん Ordinary days（2025年、ナレーション[157]）

### パチスロ
- STEINS;GATE〜廻転世界のインダクタンス〜（2015年、フェイリス・ニャンニャン）
- 秘宝伝～太陽を求める者達～(2012年、リリィ大佐）

### 特撮
- Kawaii! JeNny（2007年、シスターBの声）
- 非公認戦隊アキバレンジャー（2012年 - 2013年、ユルキャラジゲンの声 他） - 2シリーズ[一覧 1]

### ドラマ
- 弱虫ペダル（2016年、目覚ましの声）

### ラジオ
- 小野坂・桃井のバーチャラジオ電脳戦隊モモンガー（1998年10月 - 1999年10月）
- 小野坂・桃井・ももこの電脳戦隊モモンガーW（1999年10月8日 - 2000年3月31日）
- 中原小麦のこんがりナースステーション（2001年10月 - 2002年4月）
  - 中原小麦のまじかるナースステーション（2002年10月 - 2003年3月28日）
  - 中原小麦のまじかるナースステーション乙!（2003年4月25日 - 2004年4月24日）※レギュラー全48回+24時間インターネットLive生放送
  - 中原小麦のまじかるナースステーション乙乙!（おっつー）（2004年7月2日 - 2005年10月7日、全60回）
  - 中原小麦のまじかるナースステーション乙乙1ヶ月限定すぺしゃる!（2006年9月8日 - 9月29日）
- 影山☆桃井の倍速もえちゃんねる（2003年4月2日 - 同年6月25日）
- ぽぽらじ（2003年4月2日 - 12月27日）
- ラグナロクオンライン THE RADIO（2004年4月6日 - 同年9月21日）
- ダイナミューズ・アニメ特別授業（2004年5月3日から9月20日）
- 桃井はるこの現代視覚文化研究会・略してラジオげんしけん（2004年7月4日 - 同年12月26日）
- ウラモモーイ（2005年4月3日 - 2006年4月2日）
- プリズムナイト（2005年8月2日 - 2006年2月23日）
- TOKYO→NIIGATA MUSIC CONVOY・火曜日（2006年1月担当）
- 桃井はるこの超!モモーイ（2006年10月7日 - 2009年4月4日）
- 桃井はるこのらじお☆UP DATE（2006年12月7日? - 2007年4月5日）
- avex presents 桃井はるこのニコニコRADIO（2007年4月5日 - 2008年3月27日）
- 瀬戸の花嫁 嫁入りラジオ（2007年4月6日 - 9月28日）
- avex presents 桃井はるこのフムフムRADIO（2007年4月7日 - 2008年3月29日）
- Filn帝國の興亡（）
- プリズムアウェイク（2008年1月3日 - 3月27日）
- THE WORKS（2008年4月6日- 2024年2月25日）
- 桃井はるこのはいはいラジオラジオ（2009年4月11日 - 同年10月3日）
- 桃井はるこの城の建設予定地はドコですか!?RADIO（2009年8月3日 - ？）
- エレうた!（2011年3月26日 - 2013年3月31日）
- サバイバルクイズシティ ラジオ編（2023年10月3日 - 2024年3月26日）

### テレビ番組
※はインターネット配信。
- D's Garage21（1999年 - 2001年、テレビ朝日）
- アニメ天国（2007年 - 2008年、キッズステーション）
- 独占!モコモコ60分!（2009年 - 2011年、ニコニコ生放送※）
- 番宣部長（2011年 - 、AT-X） - MC
- PSO2放送局（2012年 - 2016年、ニコニコ生放送※）
- モモーイ党 せーけん放送（2013年 - 、WALLOP）
- アニカル部!（2017年3月 - 2018年3月、アニマックス） - MC ※加藤諒、足立梨花と共演[158]

### DVD
- PS Vita版『STEINS;GATE 線形拘束のフェノグラム』限定版特典映像DVD「4℃のから騒ぎ」（2013年）

### その他
- 魔女っ娘つくねちゃんWEB（2007年、つくね）
- 魔女っ娘つくねちゃんswf（2009年、つくね）
- 瀬戸の花嫁　いい旅・瀬戸気分（2009年）

## 文芸
- 小説「アキバラカモノハシ亭」 『本の窓』 2017年11月号 -
- オトナアニメ 『アからはじまる物語』 vol.24 -
- ラジオライフ『モモーイアンテナ』 2008年6月号 - 博物館、施設、企業などへの訪問ルポ
- ちょくマガ 『しえすたREM』 vol.001（2014年7月9日）[159] -

### 連載終了
※ 2006年までの原稿の一部は、加筆修正を加えた上で、上記「アキハバLOVE」に再録されている。
- 月刊アスキー『桃井はるこ新聞』
- サンケイスポーツ（関東版）・道新スポーツ『モモーイのヲタ川柳に萌え〜→モモーイのヲタん語講座』
- 電撃萌王『桃井はるこのモモイズム・萌えイズム』
- ゲームジャパン『放課後、アキバ通い』
- YOMBAN『モモーイのおと』
- アニカン『モモカン』 （ - 2008年2月20日 OUT）
- ビデオサロン 『モモーイのイチオシ!』（2012年2月号 - 2012年5月号）
- ことりす『桃井はるこメールマガジン「しえすた」』 vol.1（2012年11月19日）[160] - vol.38（2014年5月30日）
- 月刊丸ごとスワローズ『モモーイ流スワカル50年』(2019年4月発行第44号から50号)

## ライブ・イベント

### 国内公演
太字は単独ライブ。